# Dragoman

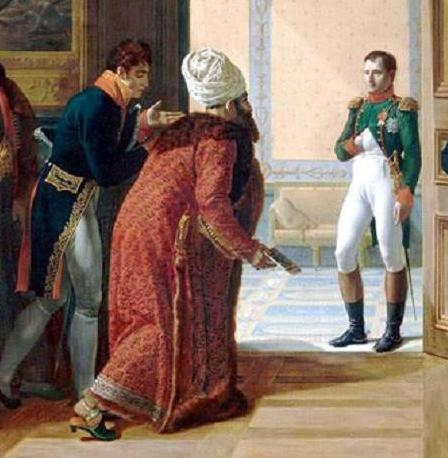
Pierre Amédée Jaubert (links) war der von Napoleon bevorzugte Orientalist und Dragoman. Er begleitete den persischen Gesandten Mirza Mohammed Reza Qazvini in das Schloss Finckenstein für ein Treffen mit Napoleon Bonaparte am 27. April 1807 zur Ratifikation des Vertrags von Finckenstein.

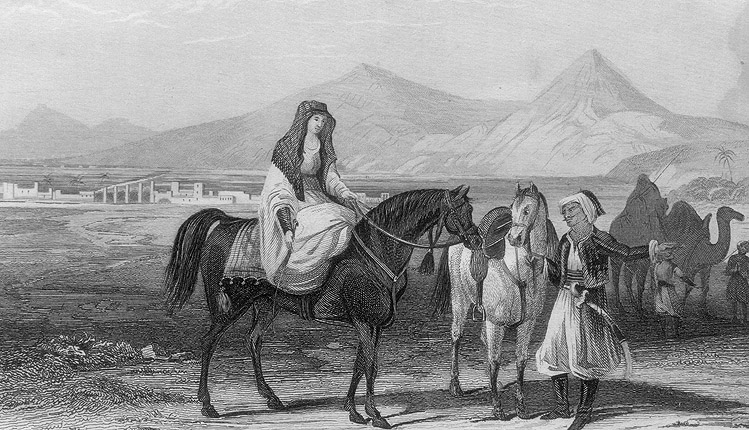
Tafel mit dem Titel Feldlager bei Baalbek, im Vordergrund Dame und Dragoman, aus Der Halbmond und das Kreuz von Elliot Warburton

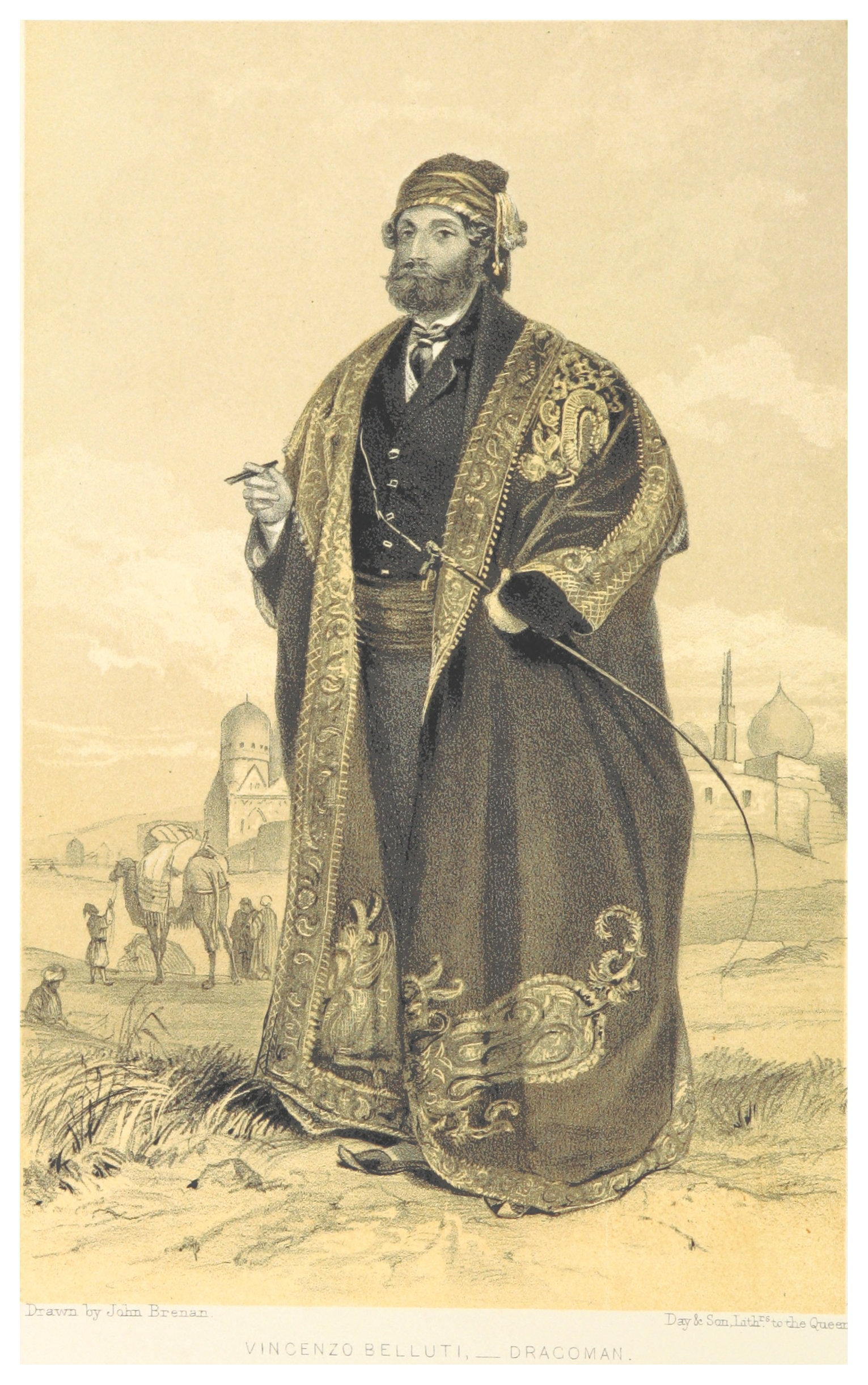
Der Malteser Vincenzo Belluti diente um 1850 britischen Abenteuerreisenden als Fremdenführer in Ägypten und Palästina

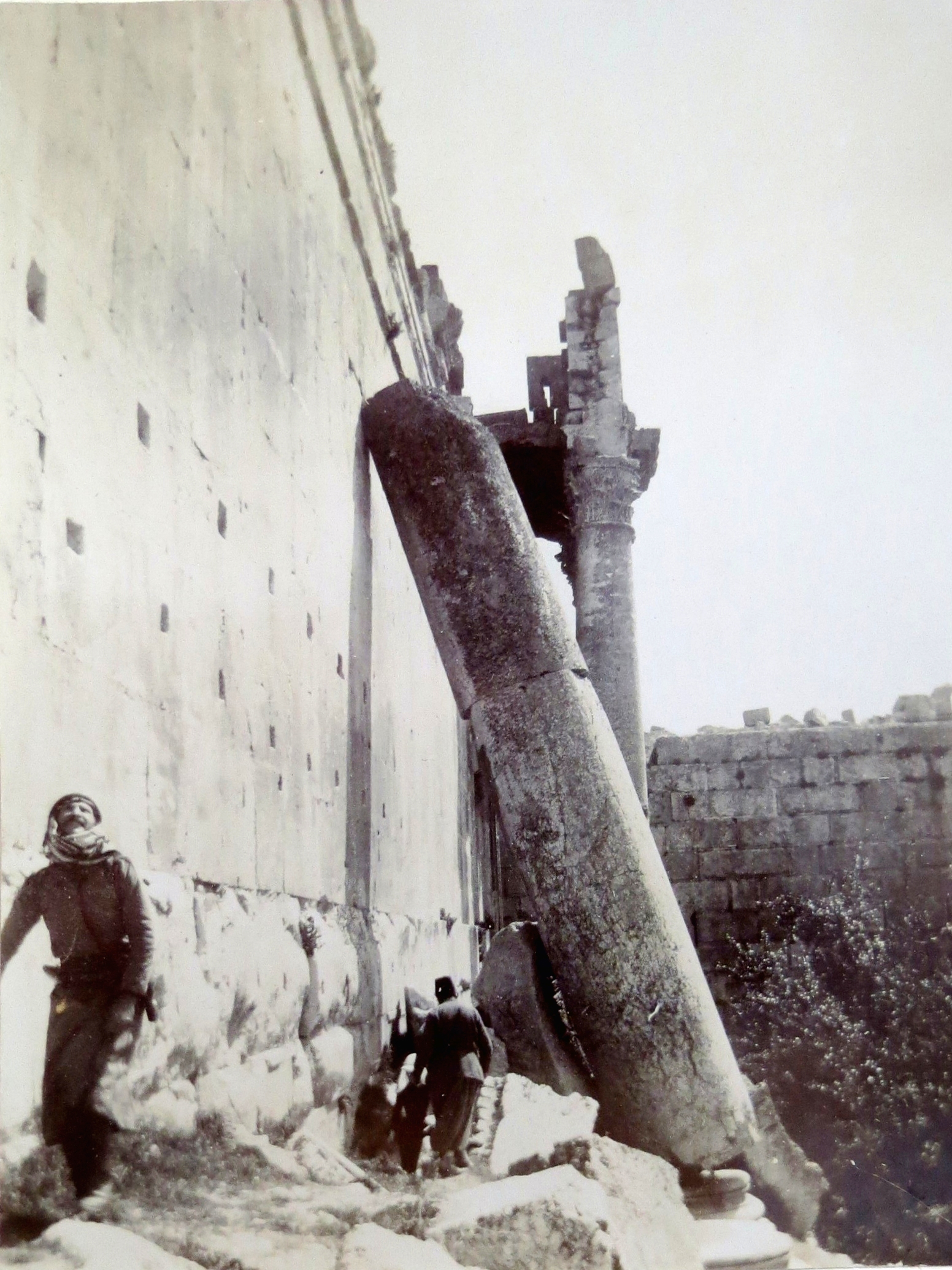
Dragoman Joseph Shaar am Tempel von Baalbek (1891)

Ein Dragoman (arabisch ترجمان tarǧumān, turdschuman) ist ein Übersetzer, Dolmetscher oder sprachenkundiger Reiseführer im Nahen Osten, besonders für die Sprachen Arabisch, Türkisch und Persisch.

## Bedeutung
Das Wort geht auf die Semitische Wurzel t-r-g-m zurück, die bereits im Akkadischen (als targumannu) und im Aramäischen (als targemana) erscheint. Alle diese Wörter bedeuten Übersetzer, das hebräische Targum bedeutet Übersetzung. Bereits im 6. Jahrhundert vor Christus wurde in Ägypten eine spezielle Berufsgruppe eingerichtet, die besonders aus im Lande lebenden Griechen bestand, die sich um griechische Reisende im Land zu kümmern hatten.
Während des Mittelalters betreuten diese Dolmetscher vor allem christliche Pilger. Diese brachten das Wort nach Europa, wo es im Mittelenglischen (als dragman), im Altfranzösischen (als drugeman), im Mittellateinischen (als dragumannus) und im Mittelgriechischen (als dragoumanos) erscheint.
Unter der Mamluken-Regierung zwischen 1270 und 1510 mussten die Dragomane vom jeweiligen Sultan akkreditiert werden und waren ihm für die Unterbringung und das Verhalten der christlichen Ausländer verantwortlich.
In französischen Reiseberichten des 15. Jahrhunderts erscheint er als „truceman“, in deutschen als „trutzelmann“ oder „drugman“. Gegen Ende des 15. Jahrhunderts übernahm er von seiner Residenz in Kairo die Betreuung und Unterbringung aller christlichen „Touristen“ in Ägypten.
Nach Europa gelangte dieses Wort ursprünglich von Ägypten aus. Im ägyptischen Arabisch wird der arabische Buchstabe ǧ (Dschim, Ǧīm; anglisiert j) als g gesprochen und nicht, wie in den übrigen arabischen Ländern als dsch.
Im 16. Jahrhundert wurde der Begriff auf das ganze Osmanische Reich ausgedehnt. Weiterhin waren es hauptsächlich Griechen, die diese Arbeit übernahmen und zwischen den europäischen Sprachen einerseits und der arabischen, türkischen und persischen Sprache andererseits dolmetschten.
Nach der diplomatischen Anerkennung des Osmanischen Reichs traten sie den Botschaftern, die in Istanbul residierten, und den Konsuln, die in Alexandria und Kairo ihren Sitz hatten, die diplomatische und konsularische Arbeit, die sie vorher erledigt hatten, ab.
Im 19. Jahrhundert verwendete man diesen Begriff, um einen Dolmetscher speziell für den Verkehr zwischen den Landesbehörden und den Gesandtschaften und Konsulaten im Orient zu bezeichnen.

## Dragoman der Grabeskirche
Der Dragoman der Grabeskirche in Jerusalem hat die Aufgabe, den Status quo vor Ort aufrechtzuerhalten. Er vermittelt zwischen den verschiedenen Konfessionen und sorgt für die Beachtung der Aufteilung der Nutzung der Grabeskirche. Der Dragoman ist auch Hauptansprechpartner der israelischen Polizei für die Grabeskirche. Von 1949 bis 1998 war Yacuob Dragoman, seither hat diese Funktion Jiries Majlaton inne.